# VdB 38
vdB 38, nota anche come Sh-2 263, è una nebulosa a riflessione frammista a una ad emissione, visibile nella costellazione di Orione.
Si individua con facilità circa due gradi a NNW della brillante stella Bellatrix (γ Orionis), che costituisce il vertice nordoccidentale del grande rettangolo che delimita la figura di Orione; la stella responsabile dell'illuminazione dei gas della nebulosa è HD 34989, una stella bianco-azzurra di sequenza principale di magnitudine 5,78, ben visibile anche ad occhio nudo nelle notti più limpide. La nube appare distinta in una parte che brilla per riflessione della luce della stella, e infatti mostra un colore marcatamente azzurro, e una parte sullo sfondo che appare ionizzata e presenta una luce rossastra. Parte della nube di gas di cui fa parte vdB 38 non è illuminata e appare come una nebulosa oscura che maschera la luce proveniente dalle stelle retrostanti; questa parte oscura riporta la sigla LDN 1588 (B223). La distanza della nube e della stella sarebbe, secondo gli studi sulla parallasse, di circa 736 anni luce, il che le collocherebbe nelle regioni più periferiche del Complesso di Orione.